# الحياة على المسيسيبي (مذكرات)
الحياة على المسيسيبي (1883) (بالإنجليزية: Life on the Mississippi)‏ هو كتاب سفر ومذكرات مارك توين عندما كان يعمل ربان لباخرة على نهر المسيسيبي قبل الحرب الأهلية الأمريكية وفيه يقوم توين بسرد رحلته على طول نهر المسيسيبي من سانت لويس إلى نيو اورليانز خلال عدة سنوات بعد الحرب.
يبدأ الكتاب بتاريخ موجز عن النهر كما ذكر من قبل الأوروبيين والأمريكيين، بدءاً من المستكشف الإسباني (هيرناندو دي سوتو) في 1542 ويروي حكايات تدريب توين كربان باخرة، باسم 'شبل' (مبتدئ) لربان متمرس يدعى هوراس.ي. بيكسبي. ويصف توين بعاطفة كبيرة علم الإبحار في نهر الميسيسيبي الدائم التغير في المقطع الذي نشر لأول مرة في عام 1876، بعنوان «الأوقات الخوالي على نهر المسيسيبي». على الرغم من أن توين كان في ال21 عندما بدأ تدريبه فإنه قد استخدم رخصة فنية ليجعل نفسه يبدو أصغر سناً إلى حد ما، في إشارة إلى نفسه بأنه «الولد» و «الصبي» الذي «هرب من المنزل» للحصول على ثروته على النهر ولعب صباه بسذاجة.
في الجزء الثاني، يروي توين رحلته بعد مرور عدة سنوات على متن باخرة من سانت لويس إلى نيو اورليانز. حيث يصف المنافسة مع خطوط السكك الحديدية والمدن الكبيرة والجديدة ويضيف ملاحظاته على الجشع، والسذاجة والمأساة والهندسة المعمارية السيئة. ويحكي أيضا بعض القصص التي تبدو روايات طويلة.
نشرت الرواية في وقت واحد عام 1883 في الولايات المتحدة وبريطانيا العظمى والكتاب هو الأول في النشر المطبوع لمخطوطة.

## التعديلات الدرامية
- في عام 1980 تم تبني الكتاب كفيلم تلفزيوني للتلفزيون العام الأمريكي، مع (ديفيد كنيل) الذي مثل دور سام كليمنس (الاسم الحقيقي لمارك توين)، و (روبرت لانسينغ) لعب دور هوراس بيكسبي، قبطان الباخرة الذي دربه. يستخدم الفيلم العديد من الروايات الطويلة من الكتاب وينسجها كقصة خيالية.
- في عام 2010، تم تبني الحياة على المسيسيبي كمسرحية موسيقية مع كتاب وكلمات (دوغلاس م باركر) وألحان (دنفر كاسادو). وقد أنتج في تلك السنة في كانساس سيتي بولاية ميسوري ودوري كونتي في ولاية يسكونسن.

## روابط خارجية
- الحياة على المسيسيبي على موقع الموسوعة البريطانية (الإنجليزية)